# 莫里斯·法蘭克
莫里斯·法蘭克（英語：Morris Frank，1908年3月23日—1980年11月22日）是美國第一所導盲犬學校The Seeing Eye的聯合創辦人，本身為視障人士。

## 生平
出生於田納西州納許維爾，從小就得照顧失明的母親。6歲時，他在騎馬時因撞到樹枝而右眼失明；16歲在拳擊時因故而左眼失明（巧合的是，法蘭克的母親也是經過先後兩起不同的事故而雙眼失明）。他在范德比大學就讀，並同時擔任保險推銷員。
1927年，他讀到《星期六晚郵報》上桃樂絲·哈里森·尤斯蒂斯寫的關於導盲犬的文章，便寫信給尤斯蒂斯表示其需要導盲犬的意願，他得到尤斯蒂斯的回覆，於是在1928年4月前往瑞士，學習如何與導盲犬互動。1928年6月，法蘭克帶著導盲犬巴迪回到美國紐約市，還在媒體矚目下帶著巴迪過馬路，成功達到宣傳的效果。
1929年1月，法蘭克與尤斯蒂斯共同創辦導盲犬學校The Seeing Eye，並擔任副總裁。在之後的年間，他走遍了美國和加拿大，致力於讓導盲犬可以自由出入公共場所。1930年他與美國總統赫伯特·胡佛會面，1949年同導盲犬巴迪三世在白宮與哈瑞·杜魯門會面。
1980年11月22日，在紐澤西州摩里斯郡Mendham Township的家中去世，享年72歲。